# Rébellion Ili
La Rébellion Ili (chinois simplifié : 伊宁事变 ; chinois traditionnel : 伊寧事變 ; pinyin : Yīníng Shìbiàn) (Üch Wiläyt inqilawi) est une révolte qui éclate dans la province chinoise du Xinjiang en 1944. Elle voit une coalition de peuples non chinois, soutenus par les Soviétiques, se soulever contre le gouvernement du Kuomintang de la République de Chine. Après la rébellion, les rebelles établissent le gouvernement provisoire de la Seconde République du Turkestan oriental en 1944. La rébellion d'Ili marque le début de la Révolution des trois districts (chinois simplifié : 三区革命 ; chinois traditionnel : 三區革命 ; pinyin : Sān-qū Gémìng) qui dure de 1944 à 1949.

## Situation avant la révolte
Après l'invasion soviétique du Xinjiang qui a lieu en 1934, l'URSS soutient Sheng Shicai, le dirigeant de la province. Dans les faits, Shicai est un simple homme de paille aux ordres des Russes, qui renforcent ensuite leur emprise sur la région en écrasant la rébellion islamique qui éclate au Xinjiang en 1937. Dès lors, des troupes de l'Armée rouge soviétique sont stationnées dans les oasis du Xinjiang, comme le "huitième régiment" soviétique présent à Hami, et on trouve des techniciens et des ingénieurs soviétiques dans toute la province. Pendant la Seconde Guerre mondiale, le gouvernement du Kuomintang (MT) de la République de Chine cherche à éliminer la présence soviétique au Xinjiang et reprendre le contrôle de la province. Pour parvenir à ses fins, le Kuomintang collabore avec le général Ma Bufang, un membre de la Clique des Ma, une famille de seigneurs de guerre Hui, qui contrôle le Qinghai. En agissant ainsi, le gouvernement cherche à renforcer sa présence militaire autour du Xinjiang et mettre la pression sur Sheng Shicai et ses alliés soviétiques.
En 1942, Sheng Shicai change d'allégeance et se range du côté du Kuomintang, après les importantes défaites soviétiques face aux Allemands au début de la Seconde Guerre mondiale. Toutes les troupes militaires et les techniciens de l'Armée rouge soviétique résidant dans la province sont expulsés, et les unités et soldats de l'Armée nationale révolutionnaire chinoise, appartenant à Ma Bufang, s'installent au Xinjiang pour prendre la province en main. Ma Bufang aide le Kuomintang à construire des routes reliant le Qinghai et le Xinjiang, ce qui leur permet de mettre le Xinjiang sous leur influence. En 1944, les Soviétiques profitent du mécontentement des peuples turcs de la région d'Ili, située dans le nord du Xinjiang, pour soutenir une rébellion contre le régime du Kuomintang dans la province afin de réaffirmer l'influence soviétique dans cette région.

## Combats

### Révolte de Kulja
De nombreux peuples turcs de la région d'Ili du Xinjiang avaient des liens culturels, politiques et économiques étroits avec la Russie, qu'ils ont conservés lorsque cette dernière est devenue l'Union soviétique. Beaucoup d'entre eux ont fait leurs études en Union soviétique et une communauté de colons russes a vécu un certain temps dans la région. En conséquence, de nombreux rebelles turcs anti-chinois fuient vers l'Union soviétique et obtiennent l'aide des Russes pour créer en 1943 le Comité populaire de libération du peuple turc du Sinkiang (STPNLC). Le but de ce comité est de déclencher une révolte dans la région d'Ili contre le régime chinois du Kuomintang. Ehmetjan Qasim, un Ouïghour pro-soviétique qui va devenir le chef de la révolte, a reçu une éducation soviétique et est décrit par ses contemporains comme étant "l'homme de Staline" et un "progressiste à l'esprit communiste".
Face à eux, on trouve Liu Bin-Di, un Chinois Hui officier du Kuomintang, envoyé par les autorités d'Ürümqi pour soumettre la zone de Hi et écraser les Turcs. Sa mission est un échec, car ses troupes arrivent trop tard dans la région. En effet, le temps qu'il arrive dans la région d'Illi, plusieurs unités de cavalerie turques armées par les Soviétiques ont eu le temps de traverser la Chine en direction de Kuldja pour y retrouver les troupes du STPNLC.
Les rebelles attaquent Kulja le 7 novembre 1944 et prennent rapidement le contrôle de certains quartiers de la ville, massacrant les troupes du KMT et tuant Liu Bin-Di durant les combats. Cependant, les rebelles se heurtent à une résistance féroce de la part des forces du KMT réfugiées dans les postes de police centrale et la centrale électrique, qui ne sont pris que le 13. La création de la "République du Turkestan oriental" (RTO) est déclarée le 15. Par la suite, l'armée soviétique aide les Ouïghours à s'emparer de plusieurs villes et bases aériennes. Les Russes non communistes, comme les Russes blancs et les colons russes qui vivent dans le Xinjiang depuis le XIXe siècle, aident également l'Armée rouge soviétique et les rebelles de l'Armée Ili dans leur lutte contre les Chinois et subissent de lourdes pertes. De nombreux dirigeants de la République du Turkestan oriental sont des agents soviétiques ou affiliés à l'Union soviétique, comme Abdulkerim Abbas, Ishaq Beg, Saifuddin Azizi et les Russes blancs F. Leskin, A. Polinov et Glimkin. Lorsque les rebelles ont eu des difficultés en tentant de s'emparer de l'aérodrome vital d'Airambek défendu par les troupes chinoises, les forces militaires soviétiques interviennent directement pour aider les soldats d'Airambek et réduire la place forte chinoise.

### Massacres
Les rebelles procèdent à des massacres de civils chinois, en particulier des personnes affiliées au KMT et fidèles a Sheng Shicai. Dans la "Déclaration de Kulja" du 5 janvier 1945, la République du Turkestan oriental proclame qu'elle "balayera les Chinois Han", menaçant d'extraire une "dette de sang" des Han. La déclaration indique également que la République s’efforcera tout particulièrement d'établir des liens cordiaux avec les Soviétiques. La RTO a par la suite atténué le ton anti-Han de ses proclamations officielles, après avoir massacré la plupart des civils Han présents dans la région sous son contrôle. Les massacres anti-chinois se produisent surtout entre 1944 et 1945, le Kuomintang ayant réagi en torturant, tuant et mutilant les prisonniers de la RTO. Sur le territoire contrôlé par la RTO, comme Kulja, diverses mesures répressives sont prises, telles que la création d'une organisation de police secrète de type soviétique, l'interdiction pour les Chinois Han de posséder des armes et le choix des langues russe et turque, et non chinoise, comme langues officielles de la République. Les diverses ethnies locales ont réagi différemment face à la montée en puissance de la RTO. Alors que les différents peuples Toungouses non musulmans, comme les Xibe, ont joué un rôle important dans l'aide apportée aux rebelles en leur fournissant le produit de leurs récoltes, les Hui musulmans d'Ili ont apporté une aide insignifiante et négligeable aux rebelles ou ne les ont pas aidés du tout.

### Formation de l'Armée nationale Ili
L'Armée nationale Ili (ANI), est créée le 8 avril 1945 en tant que branche militaire de l'ETR. Elle est dirigée par le Kirghize Ishaq Beg et les Russes blancs Polinov et Leskin; trois pro-soviétiques ayant servi au sein des troupes soviétiques. Les Russes fournissent à l'ANI des munitions et des uniformes de style russe, et les troupes soviétiques aident directement les troupes de l'ANI à combattre les forces chinoises. Les uniformes et les drapeaux de l'ANI portent tous des insignes portant l'acronyme russe "République du Turkestan oriental", soit ВТР en cyrillique (Восточная Туркестанская Республика Республика). Les Soviétiques ont admis leur soutien aux rebelles des décennies plus tard, lors d'une émission radio en langue ouïghoure, diffusée sur Radio Tachkent dans le Xinjiang, le 14 mai 1967, durant laquelle les intervenants se sont vantés du fait que les Soviétiques avaient entraîné et armé les forces de la République du Turkestan oriental contre la Chine. De fait, des milliers de soldats soviétiques aident les rebelles turcs à combattre l'armée chinoise et, en octobre 1945, des avions soviétiques sont soupçonnés d'attaquer les positions chinoises,.
L'Armée rouge et l'ANI avancent donc dans le Xinjiang en bénéficiant d'un soutien aérien soviétique et luttent contre des forces chinoises mal préparées. Les rebelles et leurs alliés arrivent presque à atteindre Ürümqi; mais les militaires chinois réussissent à stopper leur avance en envoyant des cavaliers Hui arrêter l'avancée des rebelles turcs. En effet, passé l'effet de surprise, des milliers de soldats Huis du général Ma Bufang et de son neveu, le général Ma Chengxiang, partent du Qinghai pour Ürümqi, au Xinjiang, afin de mater la rébellion,,,. Ces troupes comprennent les 5e et 42e cavaleries Tungan, qui renforcent la 2e Armée du KMT, composée de quatre divisions. On y trouve également la 1re Division de Cavalerie du Xinjiang, qui était auparavant la 5e Armée de Cavalerie du Gansu, commandée personnellement par Ma Chengxiang,,. Entre les troupes déjà présentes sur place et les renforts arrivant du Gansu, ce sont 100 000 soldats de l'armée nationale révolutionnaire qui sont déployés au Xinjinag. L'arrivée de ces renforts ne réjouit guère les soviétiques, qui désirent "liquider" Ma Bufang pour mettre fin à la contre-attaque chinoise.
Si les Chinois ont pu contrer l'ANI, c'est aussi en partie grâce à la population locale. En effet, si l'ANI réussit au début à repousser les troupes chinoises à travers les plaines et atteindre Kachgar, Kaghlik et Yarkand, les Ouïghours des oasis du bassin du Tarim n'apportent aucun soutien aux rebelles, ce qui permet à l'armée chinoise de les expulser lors de sa contre-attaque. Pour punir ceux qui refusent de les aider, les rebelles massacrent le bétail appartenant aux Kirghizes et aux Tadjiks du Xinjiang, ainsi que leurs récoltes. Grâce à ce soutien local et a l'arrivée de renforts, les Chinois réussissent à repousser les troupes de l'ANI et leurs alliés soviétiques à Sarikol d'août 1945-46, en levant le siège de Yarkand. Un cessez-le-feu est déclaré en 1946, la deuxième République du Turkestan oriental contrôlant Ili et les Chinois le reste du Xinjiang, dont Ürümqi.

## Les troubles de 1947
Wu Zhongxin, le très impopulaire gouverneur du Xinjinang, est remplacé après le cessez-le-feu par Zhang Zhizhong, qui met en œuvre des politiques pro-minorités pour apaiser la population ouïghoure. Bai Chongxi, ministre chinois de la Défense et musulman, est pressenti pour être nommé gouverneur du Xinjiang en 1947, mais le poste est confié à Masud Sabri, un Ouïghour pro-Kuomintang et anti-soviétique. Sabri est proche des conservateurs de la Clique du Club central du Kuomintang et annule toutes les réformes pro-minorités de Zhang Zhizhong, ce qui déclenche révoltes et émeutes chez les Ouïghours ce aussi bien dans les oasis qu'à Tourfan. Plusieurs chefs Ouïghours s'opposent à cette nomination, comme Achmad (Ehmetjan Qasim), et Ehmetjan Qasim (Achmad-Jan), un chef Ouighour de l'Ili, qui refuse de se rendre à Nankin, capitale de la république chinoise, tant que Sabri n'a pas été renvoyé de son poste de gouverneur. Profitant de ces troubles, les soviétiques accentuent leur propagande anti-chinoise auprès des Ouïghours, en profitant du soutien de Burhan Shahidi.
La situation entre les Chinois et les Ouïghours est tellement tendue que le 11 juillet des émeutes éclatent à Ürümqi. Elles visent spécifiquement les femmes musulmanes qui ont épousé des Chinois, ces dernières étant agressées, arrêtées, enlevées et mariées de force à des hommes âgés ouïghours. En réaction au chaos, un couvre-feu est imposé à 23h00. Ces mariages entre des femmes ouïghours et des Chinois rendent furieux le chef indépendantiste Ouïghour Isa Yusuf Alptekin. En 1948, un autre soulèvement éclate à Tourfan, qui est réprimé par Ma Chengxiang et son unité de cavalerie. En plus des cavaliers de Chengxiang, le KMT peut compter sur les soldats du général Han Youwen, qui est sous les ordres de Ma Bufang. Musulman et faisant partie du peuple Salar, Youwen commande le Pau-an-dui (保安隊 lit: soldats de pacification), qui regroupe trois bataillons de 340 hommes. Les soldats du Pau-an-dui proviennent de différents horizons et de différentes ethnies, on y trouve, entre autres, des Kazakhs, des Mongols et des Russes blancs au service du régime chinois. Avec l'aide des soldats kazakes d'Osman Batur, les soldats du Pan-an-dui infligent une défaite cinglante aux troupes de l'ANI dans la zone d'Ashan d'une offensive qui a lieu en septembre 1947. Par la suite, les Kazakhs d'Osman et les soldats du Pan-an-dui s'emparent de la plupart des villes tenues par l'ANI de la zone d'Ashan. Lors des combats, Dipshatoff, le consul soviétique par intérim de Chenghua, prend le commandement des troupes de l'Armée rouge présentes dans la région pour aider l'ANI à contrer l'offensive des soldats du KMT.
En plus de la répression, la Clique du Club central du Kuomintang met en place des contre-mesures dans le Xinjiang pour empêcher les Ouïghours religieux traditionalistes et conservateurs des oasis du sud du Xinjiang de faire défection au profit des Ouïghours pro-soviétiques et pro-russes de l'ANI présents à Ili, au nord du Xinjiang. Le KMT a permis à trois Ouïghours nationalistes antisoviétiques et pan-turcs, Masud Sabri, Muhammad Amin Bughra et Isa Yusuf Alptekin, d'écrire et de publier de la propagande nationaliste pan-turque afin d'inciter les peuples turcs à lutter contre les Soviétiques, ce qui énerve ces derniers,,.
La situation n'est guère plus calme au sein de la Seconde République du Turkestan oriental, car les Ouïghours et les Soviétiques massacrent et chassent les Chinois vivant dans la région d'Ili. À noter que, selon le général Sung, à cette date l'ANI compte plus de 60 000 soldats dans ses rangs, des effectifs qui rassemblent toutes les ethnies présentes dans la région, en dehors des Chinois Han. Des télégrammes américains rapportent également que la police secrète soviétique menace d'assassiner des dirigeants musulmans d'Ining et a fait pression sur eux pour qu'ils fuient vers la "Chine intérieure" via Tihwa (Ürümqi). De leur côté, les Russes blancs craignent de plus en plus les foules de musulmans qui chantent : " Nous nous sommes libérés des hommes jaunes, maintenant nous devons détruire les blancs ".
Bref, malgré le cessez-le feu, la situation reste très confuse et violente au Xinjiang.

## La bataille de Bataig Bogd
En 1946, le commandement militaire du Kuomintang envoie le commandant Han Youwen, de la 1re Division de Cavalerie, à Beitashan, avec une compagnie de ses soldats, afin de renforcer les troupes de Ma Xizhen. Ils arrivent sur place environ trois mois avant le début des combats. Là, au pied des monts Bataig Bogd, le général Han prend le commandement de toutes les forces de cavalerie Hui engagées dans la lutte contre les forces soviétiques. Selon les dires de Han, l’incursion en Mongolie à l'origine de l'intervention mongole serait due à une erreur, car il affirme à A. Doak Barnet, un journaliste américain qui l'interroge à ce sujet, qu'il "pensait que la frontière devrait être à environ 65 km au nord des montagnes".
Quelle que soit la part de vérité dans cette affirmation, finalement les troupes Hui et Kazakhes au service du Kuomintang, se retrouvent à combattre à la fois les troupes soviétiques russes et les troupes mongoles. En juin 1947, les Mongols et les Soviétiques lancent une attaque contre les Kazakhes, les repoussant du côté chinois. Après ce repli, la 1re Division du Général Salar Han Youwen est reçue à Beitashan par les troupes d'Osman. Cependant, cette offensive ne met pas fin aux combats, qui se poursuivent pendant une autre année, 13 affrontements ayant lieu entre le 5 juin 1947 et juillet 1948. En 1947, le Kuomintang envoie en renfort un autre corps de cavalerie Hui d'élite originaire du Qinghai.

## Intégration du Xinjiang à la république populaire de Chine
Le conflit ne prend fin qu'avec l'arrivée des communistes chinois dans la région en 1949. Le 19 août 1949, Mao Zedong, le chef des communistes chinois, invite les dirigeants des trois districts touchés par la rébellion Illi à assister à la première Conférence consultative politique du peuple chinois qui doit se tenir à Pékin ; et les félicite en leur envoyant le télégramme suivant "Vous avez contribué de manière importante à la libération du Xinjiang et de la Chine". Le 22 août, cinq dirigeants des trois districts; à savoir Ahmetjan Qasimi, Abdulkerim Abbas, Ishaq Beg, Luo Zhi et Delilhan Sugurbayev, prennent un avion soviétique à l'aéroport d'Almaty et partent en direction de Chita; mais ils auraient péri dans un accident d'avion près du lac Baïkal. Le 3 septembre, trois autres anciens dirigeants de la RTO, dont Saifuddin Azizi, arrivent à Pékin par train et acceptent de se rallier à la République populaire de Chine (RPC), fondée le 1er octobre. La mort des autres anciens dirigeants de la RTO n'est annoncée qu'en décembre, après que l'Armée populaire de libération (APL), soit les troupes de la RPC, ait pris le contrôle du nord du Xinjiang et réorganisé les forces militaires des trois districts pour les intégrer à l'APL. Plusieurs anciens commandants de la RTO intègrent l'APL.
Le 25 septembre, les dirigeants nationalistes de Dihua, Tao Zhiyue et Burhan Shahidi, annoncent la reddition officielle des forces nationalistes du Xinjiang aux communistes chinois; puis le 12 octobre, l'APL entre dans le Xinjiang. Beaucoup d'autres généraux du Kuomintang présents dans le Xinjiang, comme le Général Salar Han Youwen, rejoignent à leur tour l'APL et restent en poste au Xinjiang en tant qu'officiers. D'autres dirigeants nationalistes qui refusent de se soumettre s'enfuient vers Taïwan ou la Turquie. C'est ainsi que Ma Chengxiang s'enfuit à Taïwan via l'Inde; tandis que Mohamed Amin Bughra et Isa Yusuf Alptekin s'enfuient en Turquie. Tous ne réussissent pas à s'enfuir, comme Masud Sabri qui est arrêté par les communistes chinois et meurt en prison en 1952.
La seule résistance organisée que l'APL rencontre lors de sa prise de contrôle du Xinjiang est celle de la milice kazakhe d'Osman Batur et des troupes russes blanches et hui de Yulbars Khan, qui restent fidèles au Kuomintang. Batur est tué en 1951; tandis qu'Yulbars Khan, après avoir combattu les forces de l'APL lors de la bataille de Yiwu, s’enfuit en Inde via le Tibet, échappant aux troupes tibétaines qui le harcèlent sur le trajet, avant de rejoindre Taïwan. Là, il est nommé gouverneur en exil de la province du Xinjiang. Le 1er octobre 1955, la Région autonome ouïghoure du Xinjiang est créée par les autorités de la RPC, en remplacement de la Province du Xinjiang. Cet acte marque le rattachement du XInjinag à la RPC.

## Télégrammes américains
De multiples télégrammes ont été échangés entre le gouvernement chinois, les Mongols, le gouvernement américain, le régime ouïghour d'Ili et l'Union soviétique. Ils ont été conservés par des agents américains et envoyés à Washington DC.

## Le Xinjiang depuis 1955
Parmi les nombreux troubles ayant éclaté au Xinjiang depuis 1955, certains ont bénéficié du soutien de l'Union soviétique. C'est ainsi qu'elle participe au financement du Parti révolutionnaire du peuple du Turkestan oriental (ETPRP), qu'elle aide à lancer un soulèvement séparatiste contre la Chine en 1968. Dans les années 1970, les Soviétiques soutiennent également le Front révolutionnaire uni du Turkestan oriental (URFET) dans sa lutte contre les Chinois.
D'après son autobiographie, Dragon Fighter: One Woman's Epic Struggle for Peace with China, le père de la femme politique chinoise Rebiya Kadeer a combattu aux côtés des rebelles ouïghours pro-soviétiques de la deuxième République du Turkestan oriental, durant la rébellion d'Ili. Kadeer et sa famille sont alors des amis proches des exilés russes blancs vivant dans le Xinjiang et elle se rappelle que de nombreux Ouïghours de cette époque pensaient que la culture russe était "plus avancée" que celle des Ouïghours et qu'ils "respectaient" beaucoup les Russes. Il s'agit toutefois d'une source unique et partisane, donc ces propos doivent être pris en considération avec beaucoup de précautions.
Ce qui est sûr, par contre, c'est que les dirigeants de l'Union soviétique encouragent les anciens membres de la République du Turkestan oriental et les Ouïghours en général à migrer de Chine vers l'Union soviétique et diffusent de la propagande séparatiste indépendantiste au sein de la population ouïghoure, ce qui aboutit à la création du "Parti révolutionnaire populaire du Turkestan oriental". Une partie de la littérature de propagande de cette époque a traversé le temps et largement dépassé les frontières de la Chine. C'est ainsi que la rébellion d'Ili est mentionnée et louée dans une brochure islamiste de langue arabe sur les musulmans de Chine et de l'Union soviétique, initialement écrite par Mohammed Aziz Ismail et Mohammed Sa'id Ismail, qui est reprise et traduite en anglais à Téhéran en 1960 par des agents du gouvernement américain.

## Voir également
- Conflit sino-soviétique (1929)
- Invasion soviétique du Xinjiang

## Lectures pour approfondir
- Steen Ammentorp, « The Generals of WWII Generals from China Ma Chengxiang », 2000–2009 (consulté le 31 octobre 2010)
- (en) Jeremy Brown et Paul Pickowicz, Dilemmas of victory : the early years of the people's republic of China, Cambridge (Mass.), Harvard University Press, 2007, 462 p. (ISBN 978-0-674-02616-2 et 0-674-02616-0, lire en ligne)
- Jack Chen, The Sinkiang story, New York/London, Macmillan, 1977, 386 p. (ISBN 0-02-524640-2, lire en ligne)
- Institute of Muslim Minority Affairs, Journal of the Institute of Muslim Minority Affairs, Volumes 4-5, King Abdulaziz University, 1982 (lire en ligne)
- (en) China political reports 1911-1960, Volume 8, Londres, Archive Editions, 2001 (ISBN 1-85207-930-4, lire en ligne)
- Hsiao-ting Lin, « Between Rhetoric and Reality: Nationalist China's Tibetan Agenda during the Second World War (1) », Gale, Cengage Learning, vol. 37, no No. 3,‎ décembre 2002 (lire en ligne [archive du 3 mai 2014], consulté le 23 juin 2014)
- Hsiao-ting Lin, « Nationalists, Muslim Warlords, and the "Great Northwestern Development" in Pre-Communist China », Central Asia-Caucasus Institute & Silk Road Studies Program, vol. 5, no No. 1,‎ 2007, p. 115–135 (ISSN 1653-4212, lire en ligne [archive du 23 septembre 2010], consulté le 3 mai 2014)
- Paul Preston, Michael Partridge et Antony Best, British Documents on Foreign Affairs--reports and Papers from the Foreign Office Confidential Print Far Eastern affairs, July-December 1946, vol. Volume 2 of British Documents on Foreign Affairs--reports and Papers from the Foreign Office Confidential Print: From 1946 Through 1950. Asia 1946, University Publications of America, 2000 (ISBN 1-55655-768-X, lire en ligne)
- Paul Preston, Michael Partridge et Antony Best, British Documents on Foreign Affairs--reports and Papers from the Foreign Office Confidential Print French Indo-China, China, Japan, Korea and Siam, January 1949-December 1949, vol. Volume 8 of British Documents on Foreign Affairs--reports and Papers from the Foreign Office Confidential Print: From 1946 Through 1950. Asia 1946, British Documents on Foreign Affairs--reports and Papers from the Foreign Office Confidential Print: From 1946 Through 1950. Asia 1946, University Publications of America, 2003 (ISBN 1-55655-768-X, lire en ligne)
- Eric Shipton et Jim Perrin, Eric Shipton The Six Mountain-Travel Books, The Mountaineers Books, 1997 (ISBN 0-89886-539-5, lire en ligne)
- Philip Potter, « Red Troops Reported Aiding Sinkiang Rebels Fight China », The Sun (1837-1988) - Baltimore, Md.,‎ 22 octobre 1945, p. 2 (lire en ligne)
- David D. Wang, Under the Soviet shadow the Yining Incident ethnic conflicts and international rivalry in Xinjiang, 1944-1949, Hong Kong, The Chinese University Press, 1999 (ISBN 962-201-831-9, lire en ligne)
- Wireless to THE NEW YORK TIMES, « Sinkiang Truce Follows Bombings Of Chinese in 'Far West' Revolt; Chungking General Negotiates With Moslem Kazakhs--Red-Star Planes Are Traced to Earlier Soviet Supply in Area », THE NEW YORK TIMES,‎ 22 octobre 1945, p. 2 (lire en ligne)
- « New Republic », The Sydney Morning Herald,‎ 2 octobre 1949, p. 4 (lire en ligne)